# テナル川

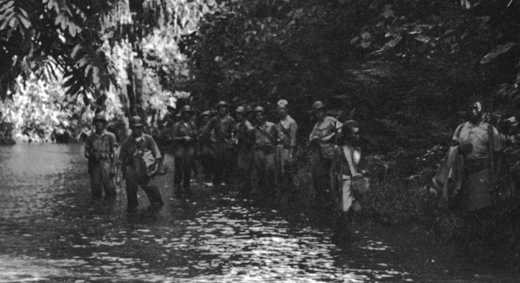
テナル川沿いをパトロールするアメリカ海兵隊員。1942年8月撮影

テナル川（テナルがわ、英語: Tenaru River）は、ソロモン諸島・ガダルカナル島北部を流れる川。アイアンボトム・サウンド（サボ海峡）に注いでいる。
1942年8月21日、ガダルカナル島の戦いのイル川渡河戦（アメリカ側名称：Battle of the Tenaru＝テナルの戦い。イル川はテナル川の西方に位置）の舞台となった。この戦いで917名の陸軍一木支隊第1梯団（支隊長：一木清直大佐、歩兵第28連隊基幹）は、3,000名の米海兵隊第1海兵連隊に殲滅された。